# Големи панди
Големи панди (Ailuropoda) е единственият съществуващ род в подсемейство Ailuropodinae на семейство Мечкови. Съдържа един жив и три изкопаеми вида панди.
Единственият жив вид е голямата панда (Ailuropoda melanoleuca); другите три вида са праисторически хроновидове. Въпреки таксономичната ѝ класификация като хищник, голямата панда има диета, която е предимно тревопасна и се състои почти изключително от бамбук.
Големите панди са произлезли от вида Ailurarctos, който е живял през късния миоцен.

## Етимология
Латинското име на рода произхожда от старогръцки: αἴλουρος – „котка“ и ποδός – „крак“. За разлика от повечето мечки, големите панди нямат кръгли зеници, а вертикални процепи, подобни на тези на котките. Това не само вдъхновява научното им наименование, но и на китайски голямата панда се нарича „голяма мечка котка“ (на китайски: 大熊猫 ).

## Класификация
- † Ailuropoda microta Pei, 1962[2][3] (късен плиоцен)
- † Ailuropoda wulingshanensis Wang et al. 1982[4] (късен плиоцен – ранен плейстоцен)
- † Ailuropoda baconi (Woodward 1915)[5] (плейстоцен)
- Ailuropoda melanoleuca (голяма панда) (David, 1869)[6]
  - Ailuropoda melanoleuca melanoleuca David, 1869
  - Ailuropoda melanoleuca qinlingensis Wan QH, Wu H. et Fang SG, 2005[7]

## Други панди
Червената или малката панда (Ailurus fulgens) преди е смятана за тясно свързана с голямата панда, но впоследствие е причислена към мечките и се класифицира като единственият жив представител на различно семейство месоядни (Ailuridae).